# Toyota SD
La Toyota SD est un véhicule produit par Toyota entre 1949 et 1951.
Il s'agit d'une voiture compacte et économique. Le premier exemplaire fut fabriqué par la Kanto Electric Motor Works en juin 1949. Elle remplace la Toyota SB en ce qui concerne les taxis. Une autre version de la SD, la SE, sort en 1950. La production de la Toyota SD prit fin en décembre 1951 avec 665 unités fabriqués.